# Württemberské vévodství
Württemberské vévodství (německy Herzogtum Württemberg) byl stát Svaté říše římské v letech 1495–1803. Dosavadní hrabství bylo pod vládou Eberharda I. povýšeno na vévodství roku 1495. Hlavním městem byl Stuttgart. Vzhledem ke své poloze bylo Württembersko v době 17. a 18. století vystaveno několika invazím ze strany Francie a stávalo se bojištěm mezi soupeřícími francouzskými Bourbony a rakouskými Habsburky, nacházelo se tedy v trvalém ohrožení nepřátel a zda vydrží zůstat součástí Svaté říše římské. V roce 1803 císař Napoleon povýšil vévodství na kurfiřtství Svaté říše římské, ale tím bylo jen do roku 1806, kdy Svatá říše římská zanikla.

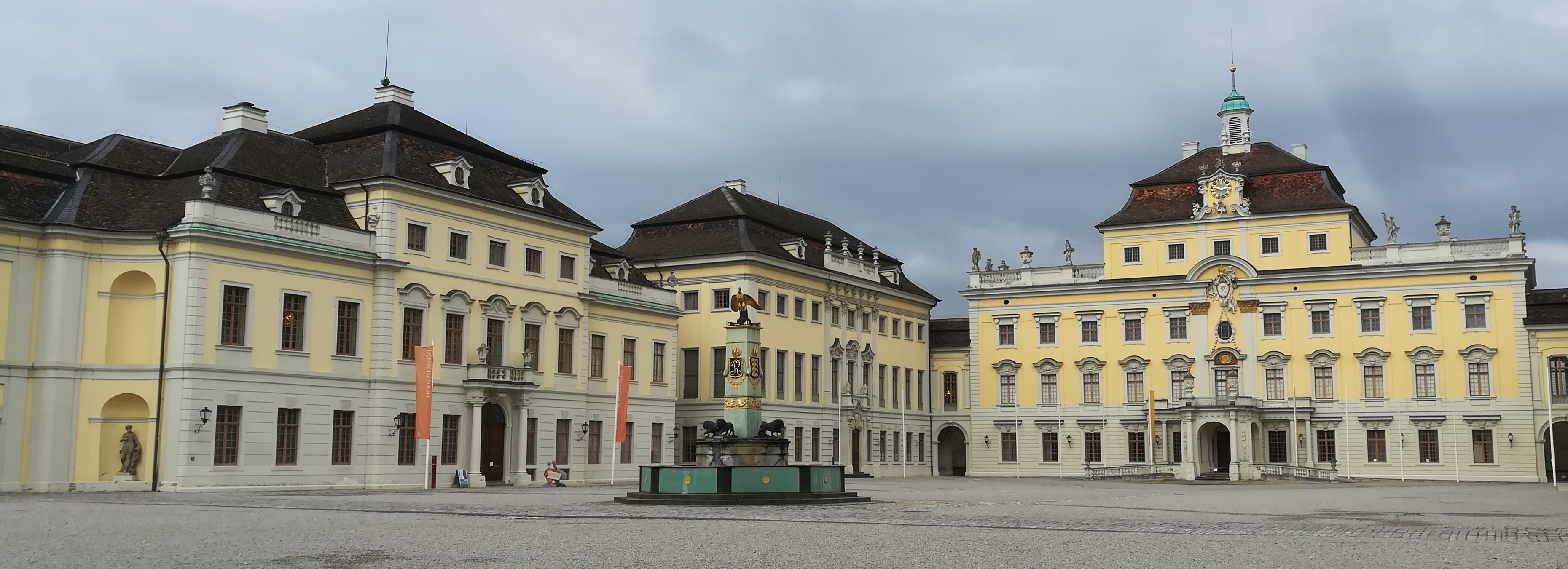
Vévodský palác v Ludwigsburku

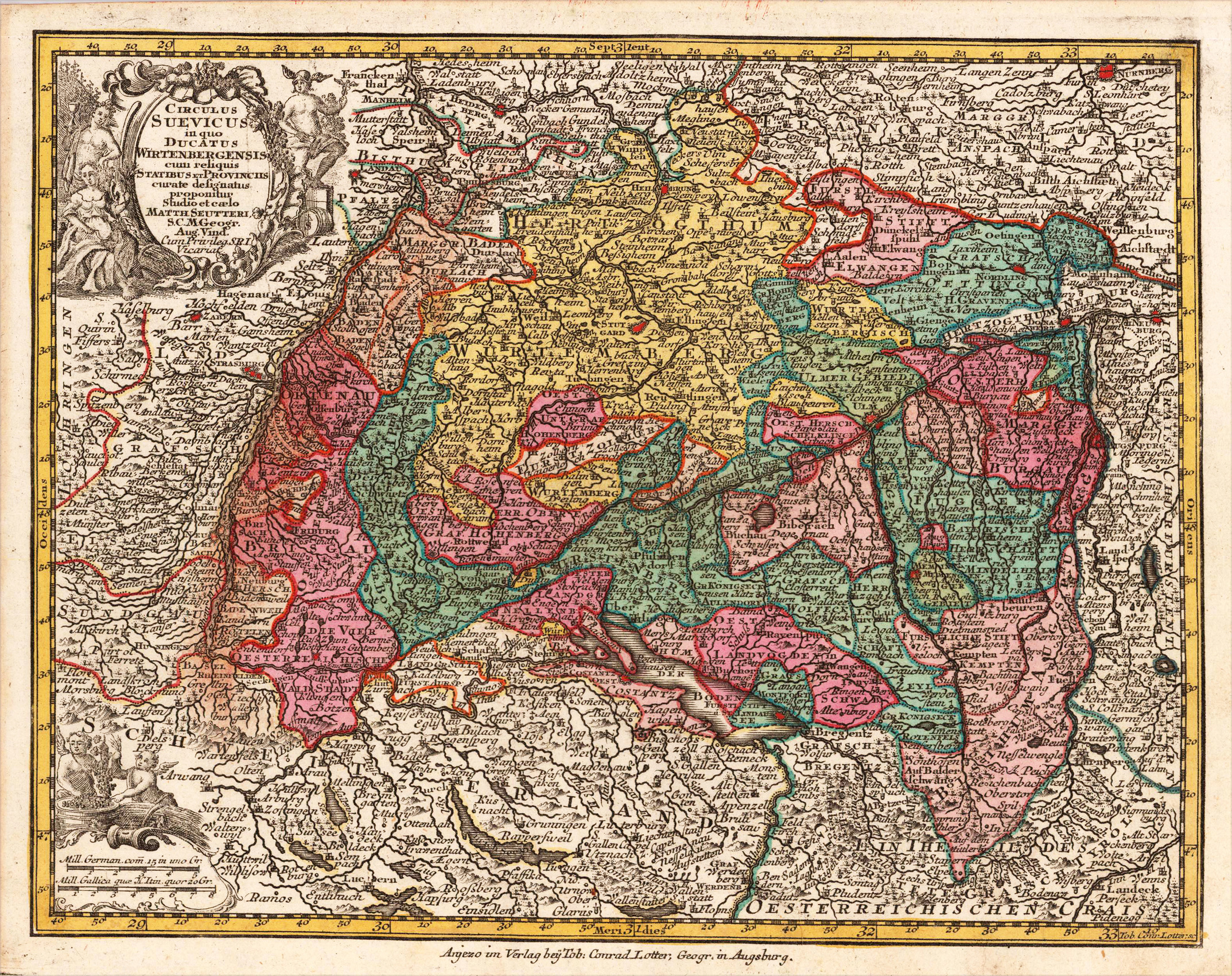
Württemberské vévodství (žlutá) na mapě 18. stol.

Württembersko bylo jedno z nejvíc zalidněných regionů Říše, v 16. století mělo okolo 300 000–400 000 obyvatel. Největším městem byl se svými 9 000 obyvateli Stuttgart, většina obyvatel žila na venkově.

## Symbolika

znak:
1495–1707
1707–1789